# 집사 카페

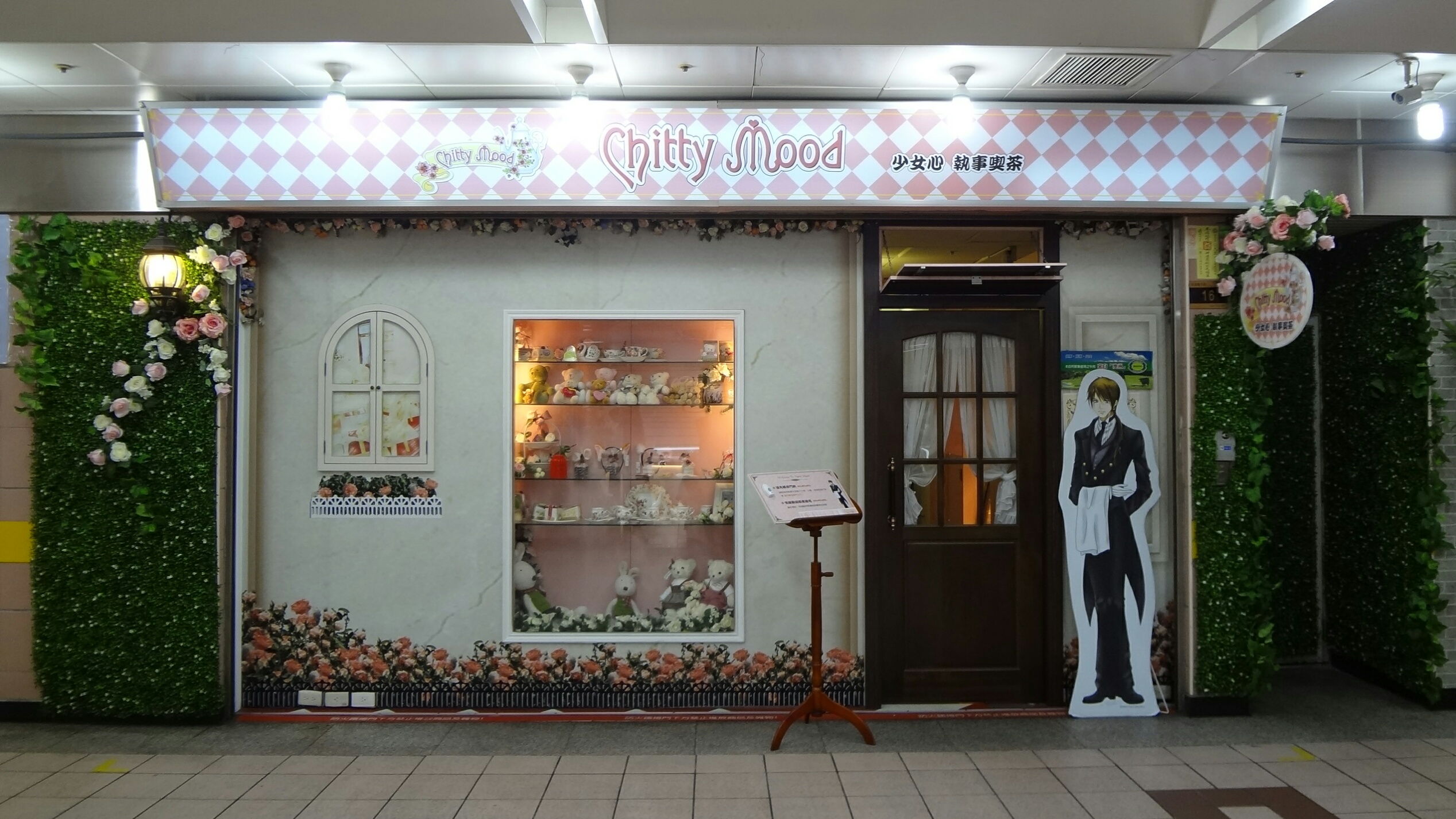
타이베이 지하가에 있는 집사 카페 치티 무드의 외관

집사 카페(執事 cafe, 일본어: 執事喫茶 시쓰지킷사[*])는 일본에서 시작된 코스프레 레스토랑의 한 종류이다. 종업원들이 집사 복장을 하고 귀족을 모시는 하인처럼 손님을 응대한다. 집사 카페는 메이드 카페의 인기에 대응하여 늘어났으며, 여성 오타쿠를 위한 대안적 형태의 코스프레 레스토랑으로 자리잡았다.

## 역사

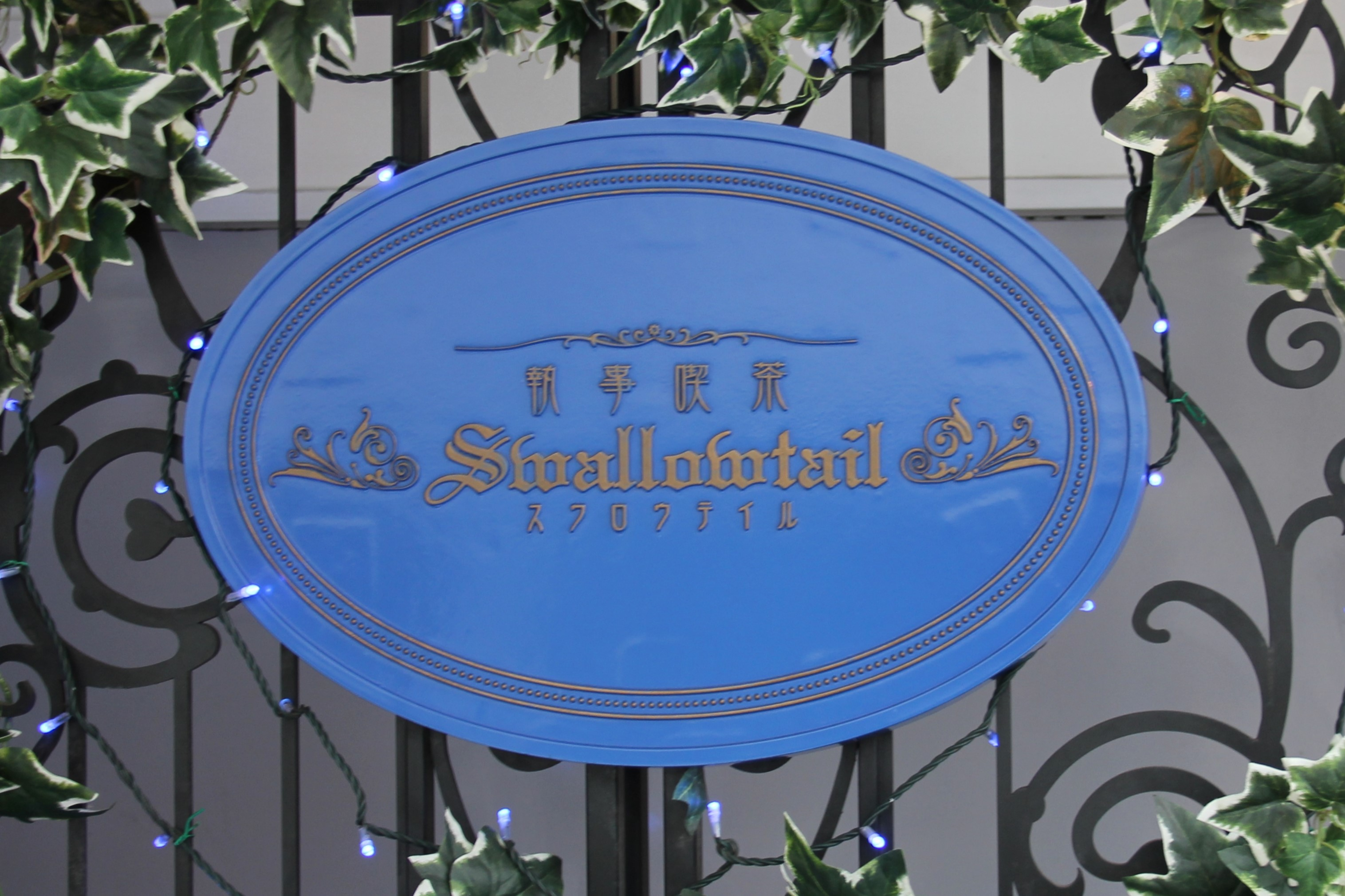
최초의 집사 카페로 알려진 스왈로우테일의 간판(도쿄 이케부쿠로)

메이드들이 여성 하인 복장을 하고 주로 남성 손님을 응대하는 메이드 카페는 2000년대 초반 일본에서 폭넓은 인기를 얻었다. 집사 카페는 이러한 인기에 대응하여 등장했는데, 기업가들이 인터넷 게시판에서 메이드 카페에 부정적인 인식을 가진 여성 오타쿠들이 역할이 전환된 대안을 찾고 있다는 글이 늘어나는 것을 발견했기 때문이다. 여성들은 호스트 클럽보다 저렴하고 나이트클럽보다 로맨틱하고 안전한 환경에서 남성과 교류할 수 있는 장소를 원한다고 표현했다.. 집사는 메이드의 남성 대응물로서, 동화 속 공주 환상에 호소하기 위해 선택되었다.
최초의 집사 카페인 스왈로우테일은 2005년 3월에 문을 열었다. 스왈로우테일은 도쿄 이케부쿠로의 여성 오타쿠들을 위한 주요 쇼핑 및 문화 거리인 오토메 로드에 위치해 있으며, 경영 컨설팅 기업 오리엔탈 코퍼레이션과 애니메이션과 만화 상품 체인점 K-북스가 설립했다. 2006년에는 시부야에 버틀러스 카페가 문을 열었다. 전직 회사원 히로하타 유키가 설립한 버틀러스 카페는 전원 서양인 남성으로 구성된 직원을 고용했으며, 손님들이 집사들과 영어 회화를 연습할 수 있도록 했다. 버틀러스 카페는 2018년 12월에 폐업했다. 2011년에는 아키하바라 최초의 집사 카페인 르플러리르가 문을 열었다가 2013년에 폐업했다. 아키하바라에는 여성 종업원이 남성 집사로 분장하는 남장(크로스드레싱) 코스프레 집사 카페가 몇 군데 운영되고 있다.
일본 외 지역의 주목할 만한 집사 카페로는 대만 타이베이의 타이베이 지하가에서 운영 중인 치티 무드와, 2012년 대만 타이중 베이구에 문을 연 란위관 유러피안 티 레스토랑(이전 명칭 미카엘리스)이 있다. 한국에도 집사 카페가 있으며, 북미, 유럽, 오세아니아에서는 애니메이션 행사에서 팝업 집사 카페가 운영되었는데, 미국의 아니메 엑스포, 튀르키예의 휴콘, 아니메 컨벤션 최초로 집사 카페를 선보인 호주의 스매시! 등이 있다.

## 특징

### 일본의 집사 카페
집사 카페의 핵심 콘셉트는 손님을 차를 마시러 귀가하는 귀족처럼 대우하고, 개인 집사가 시중을 든다는 것이다. 메이드 카페가 일반적으로 종업원의 외모를 주요 판매 포인트로 내세우는 반면, 집사 카페는 환경과 분위기, 그리고 높은 수준의 서비스에 상당한 자원을 투자한다. 손님이 들어오면 "다녀오셨습니까"(일본어: お帰りなさいませ 오카에리나사이마세[*])라고 맞이하며, 여성 손님은 '아가씨'(일본어: 御嬢様 오조우사마[*])나 '공주님'(일본어: お姫様 오히메사마[*])으로, 남성 손님은 '도련님'(일본어: ぼっちゃん 봇찬[*])이나 '주인님'(일본어: 旦那様 단나사마[*])으로 호칭한다.
고급스러운 음식이 제공되는데, 예를 들어 스왈로우테일의 메뉴는 포시즌스 도쿄의 식음료 책임자인 폴 오카다가 개발했다. 레스토랑 내부는 일반적으로 수입 가구와 맞춤 제작 가구를 갖춘 영국식 전원 저택이나 귀족 저택을 연상시키도록 설계되어 있다. 집사들이 손님에게 장식 스타일을 설명하고 메뉴 항목을 상세히 설명하는 시간을 갖기도 한다. 영국식 애프터눈 티가 집사 카페에서 가장 일반적으로 제공되는 음식으로, 케이크, 스콘, 샌드위치, 고급 도자기 잔에 담긴 차가 제공되며, 이 도자기는 카페 전용으로 제작된 것일 수도 있다.
집사로 고용되는 남성의 연령대는 18세부터 80세까지 다양하며, 차 준비, 예의범절, 레스토랑 서비스 기준에 대한 장기 교육을 받는다. 스왈로우테일의 교육 과정은 수개월이 소요되며, 지원자는 호텔 레스토랑 기준에 기반한 시험에 합격해야 한다. 집사들의 직함은 가장 높은 직급의 관리자를 '하우스 스튜어드', 서버를 '풋맨'으로 하는 등 저택 하인의 호칭을 따른다. 집사들은 때때로 카페가 주최하는 뮤지컬, 연극, 콘서트에 출연하기도 하고, 기념품과 CD를 판매하기도 한다.
일반적으로 집사 카페에서는 사진 촬영이 허용되지 않지만, 폐업한 버틀러스 카페에서는 집사가 손님을 실제로 들어 올리는 모습을 촬영하는 '리프트 미 업 포토', 손님에게 비눗방울, 티아라, 은종을 쟁반에 담아 제공하는 '신데렐라 타임', 손님이 방문할 때마다 집사와 영어로 메모를 주고받을 수 있는 노트를 받는 '영어 학습' 등의 추가 서비스를 제공하였다. 집사 카페는 일반적으로 개인 정보 교환이나 카페 외부에서의 만남과 같은 특정 행위를 금지하는 직원 및 손님 행동 강령을 시행한다.

### 일본 외 지역의 집사 카페
예약 방식, 서비스 흐름, 전반적인 이미지, 집사와 손님 간의 상호작용을 중시하는 면에서 일본과 다른 국가의 집사 카페는 대체로 비슷하지만, 국가와 지역에 따라 몇 가지 주목할 만한 차이점이 있다. 대만의 집사 카페는 사전 교육이 덜 엄격하고 현장 교육에 더 중점을 두며, 투자 자금이 제한적이어서 상대적으로 덜 고급스러운 유럽식 가구를 사용하는 것으로 알려져 있다. 또한 중국어에는 상하 계급을 명확히 구분하는 존칭이 없기 때문에, 대만의 집사 카페에서는 집사의 '연기'를 통해 집사와 손님 간의 위계 관계가 형성된다. 한국의 집사 카페는 SNS와 팬덤 문화를 중심으로 발전하고 있으며, 특별한 경험과 콘텐츠 다양성으로 차별화된 서비스를 강조하고 있다. 서구권의 애니메이션 행사에서 운영되는 집사 카페는 엄격한 교육을 받은 전문 서비스 인력 대신 자원봉사자와 애호가들이 운영하는 것이 일반적이다.

### 야오이 팬덤과의 연관성
집사 카페는 특히 13세에서 49세 사이의 후조시(야오이 또는 남성 간의 로맨스 소설 팬을 지칭하는 용어) 사이에서 인기를 얻은 것으로 알려져 있다. 일본의 집사 카페는 일반적으로 오토메 무케(乙女向け, '소녀를 위한' 또는 여성을 위한 미디어)의 한 형태로 여겨지며 특별히 야오이 팬을 대상으로 하지는 않지만, 일부 손님들이 집사와의 상호작용을 통해 동성 간의 사회적, 로맨틱한 환상을 투영하면서 인기를 얻게 되었다. 반면 대만에서는 집사 카페와 야오이 팬덤의 관계가 더욱 두드러지는데, 이는 야오이의 성장에 직접적인 대응으로 집사 카페가 늘어났기 때문이다.

## 분석과 영향

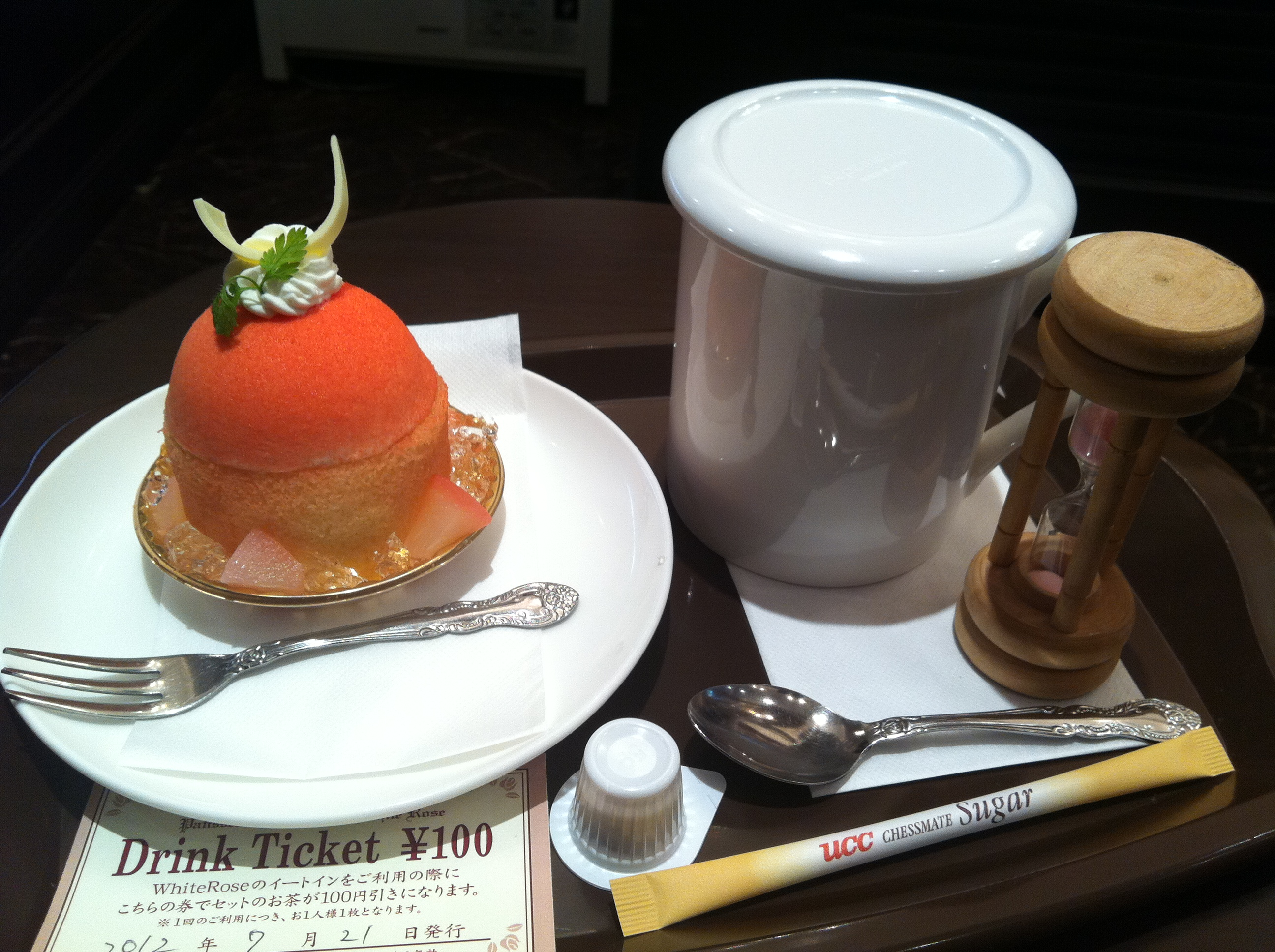
스왈로우테일 브랜드의 제과점 파티세리 스왈로우테일에서 제공하는 차와 케이크

집사 카페는 일본 문화와 상업에 대한 애니메이션과 만화의 영향을 보여주는 사례로 언급되어 왔다. 애니메이션과 만화에서 허구적으로 묘사된 집사 카페는 하나의 개념으로서 대중화되어 일본을 방문하는 오타쿠 관광객들의 주요 목적지가 되었다. 스왈로우테일 브랜드의 제과점인 파티세리 스왈로우테일은 애니메이션 《도쿄 구울》, 《월간순정 노자키 군》, 《헨네코》, 비디오 게임 시리즈 《단간론파》와 《페르소나 3》, 도큐 핸즈 백화점 등 여러 인기 프랜차이즈 및 업체와 협업하여 한정판 제과를 출시했다. 애니메이션 《비스타즈》는 2019년에 팝업 집사 카페를 열기도 했다. 일본 외 지역의 집사 카페도 오타쿠와 일본 문화 애호가들을 위해 비슷한 기능을 수행하는데, 대만의 집사 카페는 인사말에 일본어를 사용하고 유카타 축제나 가라오케 대회 같은 행사를 개최한다. 또한 집사 카페는 코스프레가 애니메이션 행사와 같은 오타쿠 공간에서만 이루어지는 취미에서 일상생활에서도 이루어지는 활동으로 확장되는 것을 보여주는 사례로도 언급된다.
애니메이션과 만화 연구자 수전 J. 네이피어는 집사 카페가 오타쿠 문화가 소녀와 여성을 포용하는 방향으로 확장되는 것을 보여준다고 주장하면서도, 집사 카페의 인기가 반드시 이 문화의 성 역할과 기대의 완화를 의미하지는 않는다고 지적하며 "메이드 카페와 집사 카페는 오히려 성별의 구분을 강화하고 있다"고 말한다. 만화가 타케미야 케이코는 집사 카페에 "큰 문화적 의미를 두지는 않지만" 이를 통해 "일본 여성들이 남성에게 봉사하는 전통적인 역할에서 벗어나 봉사를 받을 기회를 얻는다"고 주장한다. 《슬레이트》의 클레어 고든은 버틀러스 카페의 전원 서양인 직원 구성이 일종의 환상 충족 기능을 한다고 지적하면서, 주로 일본인인 손님들이 고정관념적인 매력적인 서양 남성의 "과장되고 지나치게 예의 바른 극단"과 상호작용할 수 있게 한다고 설명한다.
2006년, 스왈로우테일은 매월 1,000명 이상의 손님을 응대했다고 보고했다. 버틀러스 카페는 전성기에 2,000명의 단골 손님이 있었으며, 영업 첫 달에는 3,000명의 손님이 방문했다고 보고했다. 스왈로우테일에 따르면 손님의 80%가 여성이며, 20대와 30대 여성이 주요 고객층을 이룬다.

## 같이 보기
- 테마 레스토랑

### 서지
- Wei-Jung, Chang (2013). “The Sexuality of "BL Fantasy" in Taiwan : A case study of Taiwanese Fujoshi's fantasy practice”. 《Human Culture and Sciences》 (일본어) 15 (15): 291–299. ISSN 1344-8013.